# Thomas Abratis
Thomas Abratis (Waldheim, 6 maggio 1967) è un ex combinatista nordico tedesco.
Fino alla riunificazione della Germania (1990) gareggiò per la nazionale tedesca orientale.

## Biografia
In Coppa del Mondo esordì il 17 dicembre 1988 a Saalfelden (9°) e ottenne il primo podio il 11 marzo 1989 a Falun (2°).
In carriera prese parte a un'edizione dei Giochi olimpici invernali, Lillehammer 1994 (22° nell'individuale, 10° nella gara a squadre), e a tre dei Campionati mondiali, vincendo una medaglia.

## Palmarès

### Mondiali
- 1 medaglia:
  - 1 bronzo (gara a squadre a Lahti 1989)

### Mondiali juniores
- 1 medaglia:
  - 1 oro (gara a squadre ad Asiago 1987)

### Coppa del Mondo
- Miglior piazzamento in classifica generale: 5º nel 1990
- 3 podi (tutti individuali):
  - 3 secondi posti